# Bullied to Death
Bullied to Death ist ein italoamerikanischer Film aus dem Jahr 2016 mit Tendal Mann in der Hauptrolle. Das Drehbuch stammte von Giovanni Coda, der auch Regie führte. Der Film, der in Italien gedreht und in englischer Sprache produziert wurde, hatte anlässlich des Torino GLBT Film Festival seine Premiere 2016. Bullied to Death ist nach dem Film Il Rosa Nudo die zweite Episode der Trilogie des Regisseurs über geschlechtsspezifische Gewalt.

## Handlung
Der Film ist durch die wahre Geschichte eines 14 Jahre alten amerikanischen Jungen inspiriert, der sich nach schweren Fällen von Mobbing in der Schule und Internet plötzlich sein Leben nahm. Neben dieser Hauptgeschichte gibt es Nebenhandlungen anderer junger Homosexueller, von Lesben und Transsexuellen, die in verschiedenen Teilen der Welt Opfer homophober Angriffe oder in den Selbstmord getrieben werden. Am 17. Mai 2017, sechzig Jahre nach dem Tod des Protagonisten, soll sich diesbezüglich während des Internationalen Tags gegen Homophobie, Transphobie und Biphobie eine Gruppe von Künstlern zu einer Gedenkversammlung, die den ganzen Tag dauern wird, versammeln.

## Auszeichnungen
- Official Selection am Torino GLBT Film Festival 2016, Italien.[1]
- Official Selection am XX V-Art Festival Internazionale Immagine d’Autore, Cagliari, Italien.
- Official Selection am 30° Festival Mix, Milan, Italien.[2]
- Best Avant-Garde Innovation Award am Melbourne Documentary Film Festival 2016, Australien.[3]
- Official Selection am Macon Film Festival 2016, Usa.[4]
- Jury Special Mention am Iris Prize Festival 2016, Cardiff, U.K.
- Film of the Week am Amsterdam New Renaissance Film Festival 2017, Amsterdam, NL.
- Special Mention „Best Female Performance“ zu Assunta Pittaluga am Italian Film Festival 2016, Cardiff, U.K.
- Special Mention „Best Male Performance“ zu Sergio Anrò am Italian Film Festival 2016, Cardiff, U.K.
- Jury Special Mention am Los Angeles Underground Film Festival, Los Angeles, USA.
- Preis für den besten Spielfilm am Omovies Festival, Napoli, Italien.
- Preis für den besten Spielfilm am L’Aquila LGBT Film Festival, L’Aquila, Italien.
- Humanity Award 2017 am Amsterdam New Renaissance Film Festival 2017, Amsterdam, NL.

## Rezensionen
- Bullied to Death, repubblica.it (abgerufen am 25. Juni 2016);
- Bullied to Death, filmtv.it (abgerufen am 25. Juni 2016)
- Il videoartista cagliaritano autore cult del cinema indipendente, La Nuova (abgerufen am 25. Juni 2016)
- Aldo Lotta In Bullied to Death l’urlo di Giovanni Coda contro l’omofobia, Il Manifesto Sardo (abgerufen am 25. Juni 2016)
- Bullied to Death: il film sul bullismo debutta al TGLFF, gaypost (abgerufen am 25. Juni 2016)
- Bullied to death: il grido delle vittime dell’omofobia, L’Unione Sarda (abgerufen am 25. Juni 2016)
- Sara Bavato, Quando il bullismo uccide, Il Globo (1959), Melbourne, 8. Juni 2013 (abgerufen am 25. Juni 2016)
- Bullied to Death, a film by Giovanni Coda, The Pink Snout (abgerufen am 25. Juni 2016)
- Fabio Canessa «Bullizzati sino alla morte» Giovanni Coda racconta l’atroce violenza dell’omofobia, La Nuova Sardegna (abgerufen am 26. Juni 2016)
- Cataldo Dino Meo Bullied to Death, distorsioni.net (abgerufen am 4. Juni 2016)
- Roberto Mariella Bullied to Death, cinemagay.it (abgerufen am 4. Juni 2016)
- Margherita Sanna Giovanni Coda porta il suo film contro bullismo e omofobia, al Tglff, globalist.syndication.it (abgerufen am 4. Juni 2016)